# Perithemis tenera
Perithemis tenera is een libellensoort uit de familie van de korenbouten (Libellulidae), onderorde echte libellen (Anisoptera).
De wetenschappelijke naam Perithemis tenera is voor het eerst geldig gepubliceerd in 1840 door Say.